# Licciana Nardi
Licciana Nardi é uma comuna italiana da região da Toscana, província de Massa-Carrara, com cerca de 4.884 habitantes. Estende-se por uma área de 55 km², tendo uma densidade populacional de 89 hab/km². Faz fronteira com Aulla, Bagnone, Comano, Fivizzano, Monchio delle Corti (PR), Podenzana, Tresana, Villafranca in Lunigiana.

## Demografia
| Variação demográfica do município entre 1861 e 2011                               |
|                                                                                   |
| Fonte: Istituto Nazionale di Statistica (ISTAT) - Elaboração gráfica da Wikipedia |